# Grete Waitz
Grete Waitz, née Andersen le 1er octobre 1953 à Oslo et morte le 19 avril 2011, est une athlète norvégienne, pratiquant le marathon. Elle est championne du monde de la discipline en 1983 et vice-championne olympique en 1984.
Pendant sa carrière, elle remporte neuf fois le marathon de New York et bat trois fois le record du monde de la distance. Elle est également double détentrice du record du monde du 3 000 m dans les années 1970.

## Biographie

### Débuts
Née à Oslo, Norvège, Waitz est une jeune athlète talentueuse en athlétisme, mais qui a de la difficulté à convaincre ses parents de son réel potentiel sportif. C’est l'époque où les femmes n’ont pas accès aux compétitions à un niveau professionnel. Waitz se rend tout de même aux Jeux olympiques d'été de 1972 à  Munich pour le 1 500 mètres.

### Carrière professionnelle
Waitz représente son pays aux Jeux olympiques pour la première fois en 1972 à Munich où elle participe au 1 500 m et est éliminée en séries. Quatre ans plus tard, elle participe aux Jeux olympiques toujours sur le 1 500 m et ne dépasse pas, une nouvelle fois, le stade des séries. 
En 1975 et 1976, elle bat deux fois le record du monde du 3 000 m d'abord en 8 min 46 s 6 puis en 8 min 45 s 4. Elle remporte également cinq fois les Championnats du monde de cross-country en 1978-1981 puis en 1983. Elle obtient la médaille de bronze aux championnats d'Europe de 1978. En 1979, elle porte le record de Norvège à 8 min 31 s 75. Ce dernier ne sera battu qu'en 2024.
Pour la première participation au Marathon de New York 1978, elle bat le record du monde en 2 h 32 min 40 s. Dans les dix années suivantes, elle remporte neuf fois le marathon et bat trois fois le record du monde . Elle est également la première athlète à passer sous la barre des 2 h 30 m. Elle remporte également le marathon de Londres en 1983 et 1986.
Lors des Championnats du monde 1983, elle devient la première championne du monde du marathon avant de devenir vice-championne olympique l'année suivante à Los Angeles.
Pour ses derniers Jeux en 1988, elle sert en tant que porte drapeau lors de la cérémonie d'ouverture. Pendant la compétition, elle ne termine pas le marathon. En 1994, elle porte le drapeau olympique lors de la cérémonie d'ouverture des Jeux d'hiver.
Championne cinq fois de la IAAF Cross Country Championships (1978-1981 et 1983), elle gagne également le Marathon de Londres en 1983 et 1986.

### Retraite
Même si elle ne participe plus au niveau professionnel, Waitz continue à organiser des courses pendant lesquelles elle vise à sensibiliser les gens sur la santé et à la pratique du marathon. Elle fait aussi du bénévolat, particulièrement pour Care International et International Special Olympic. En juin 2005, elle divulgue publiquement recevoir un traitement contre le cancer. Elle entraîne alors également Liz McColgan.
En 1992, elle participe au marathon de New York pour la dernière fois avec Fred Lebow, alors en rémission d'une tumeur au cerveau. Les deux amis terminent la course en 5 h 32 min 35 s.
Elle meurt le 19 avril 2011 à 57 ans de son cancer. Elle est intronisée au Temple de la renommée de l'IAAF en 2013.

### Héritage
Waitz est largement reconnue comme ayant aidé à promouvoir le marathon et la course longue distance pour les femmes. En Norvège, elle est une légende sportive, avec une course annuelle nommée en son honneur. Le club New York Road Runners parraine annuellement le Grete's Great Gallop, un semi-marathon, en son honneur.
Il y a une statue d'elle dans le pavillon norvégien de l'Epcot au Walt Disney World Resort, et aussi à l'extérieur du stade du Bislett à Oslo. Elle est également mise à l'honneur sur un ensemble de timbres. En outre, son portrait est affiché en queue d'un avion Dreamliner 787 de la Norwegian Air Shuttle.
Le 23 novembre 2008, Waitz est nommée Chevalier de 1re classe de l'Ordre royal norvégien de Saint-Olav, remis par le roi Harald V de Norvège en reconnaissance de son rôle important. Waitz a reçu la médaille de Saint-Olav en 1981 et la médaille de Saint-Hallvard en 1989.

## Meilleures performances
- 1 500 mètres - 4 min 0 s 55 - Prague - 03/09/1978
- 1 mile (1 609 m) - 4 min 26 s 90 - Gateshead - 09/07/1978
- 3 000 mètres - 8 min 31 s 75 - Oslo (Bislett) - 17/07/1979
- 15 kilomètres - 47 min 52 s - Tampa, FL - 11/02/1984
- Marathon - 2 h 24 min 54 s - Londres - 20/04/1986[11]

## Palmarès
- Jeux olympiques d'été
  -  médaille d'argent aux Jeux olympiques de 1984 à Los Angeles
- Championnats du monde d'athlétisme
  -  médaille d'or aux Championnats du monde d'athlétisme 1983 à Helsinki
- Championnats d'Europe d'athlétisme
  -  médaille de bronze au 1 500 m aux Championnats d'Europe d'athlétisme 1974 à Rome
  -  médaille de bronze au 3 000 m aux Championnats d'Europe d'athlétisme 1978 à Prague
- marathon
  - marathon de New York 1978, 1979, 1980, 1982, 1983, 1984, 1985, 1986, 1988
  - marathon de Londres 1983, 1986
- cross
  - médaille d'or aux mondiaux de cross 1978, 1979, 1980, 1981, 1983
- Records du monde
  - record du monde sur 3 000 m le 24 juin 1975 en 8 min 46 s 6
  - record du monde sur 3 000 m le 21 juin 1976 en 8 min 45 s 4